# وست کوست، نیوزیلند
وست کوست (به انگلیسی: West Coast, New Zealand) یکی از منطقه‌های نیوزیلند است که در ساحل غربی جزیره جنوبی نیوزیلند قرار دارد. این شامل بخش بولر، بخش گری و بخش وستلند می‌شود. شهرهای اصلی وستپرت، گریمات و هوکیتیکا هستند. این منطقه یکی از مناطق دور افتاده و کم جمعیت ترین مناطق کشور است. ساکنان ساحل غربی، به طور محسوسی به عنوان (به انگلیسی: Coasters) یا همان ساحل‌نشین شناخته می‌شوند.

## تاریخچه
این منطقه که مرکز مائوری بود به دلیل داشتن یشم سبز از اهمیت ویژه‌ای برخوردار بود. این منطقه گاهی توسط اروپایی‌هایی که برای کشف طلا می‌گشتند بازدید می‌شد. در سال ۱۸۶۶ میلادی این منطقه پرجمعیت‌ترین منطقه نیوزیلند بود. این منطقه بین سال ۱۸۵۳ بین استان نلسون و کانتربری وجود داشت: در سال ۱۸۷۳ استان کانتربری این منطقه را تا زمان لغو سیستم استانی در سال ۱۸۷۶ تشکیل می‌داد. افزایش جمعیت به دلیل طلا بین سالهای ۱۸۶۴ و ۱۸۶۷ موجب ایجاد چندین شهرک شد که به مرور کاهش یافت. پس از یشم سبز و طلا معدن بعدی زغال‌سنگ بود که در اواسط دهه ۱۸۴۰ در نزدیکی رودخانه بولر کشف شد، معادن در دهه ۱۸۶۰ به طور جدی آغاز بکار کردند. در دهه ۱۸۸۰ زغال‌سنگ به صنعت اصلی منطقه تبدیل شد و معادن در سراسر نیمه شمالی منطقه، به ویژه در اطراف وستپورت که بسیاری از این‌ها تا میانه قرن بیستم ادامه داشتند.

## اقتصاد
صنایع ممتاز این منطقه شامل معدن برای زغال‌سنگ، طلا، جنگل‌داری، پردازش چوب، ماهی‌گیری، گردشگری و کشاورزی می‌شود. تولید ناخالص داخلی کشور در سال ۲۰۰۳، ۷۷۹ میلیون دلار معادل ۱٪ از تولید ناخالص ملی کشور تخمین زده شد. این ساحل جزو ۱۰ ساحل برتر دنیا از نظر لونلی پلانت شناخته شده است.

## نگارخانه

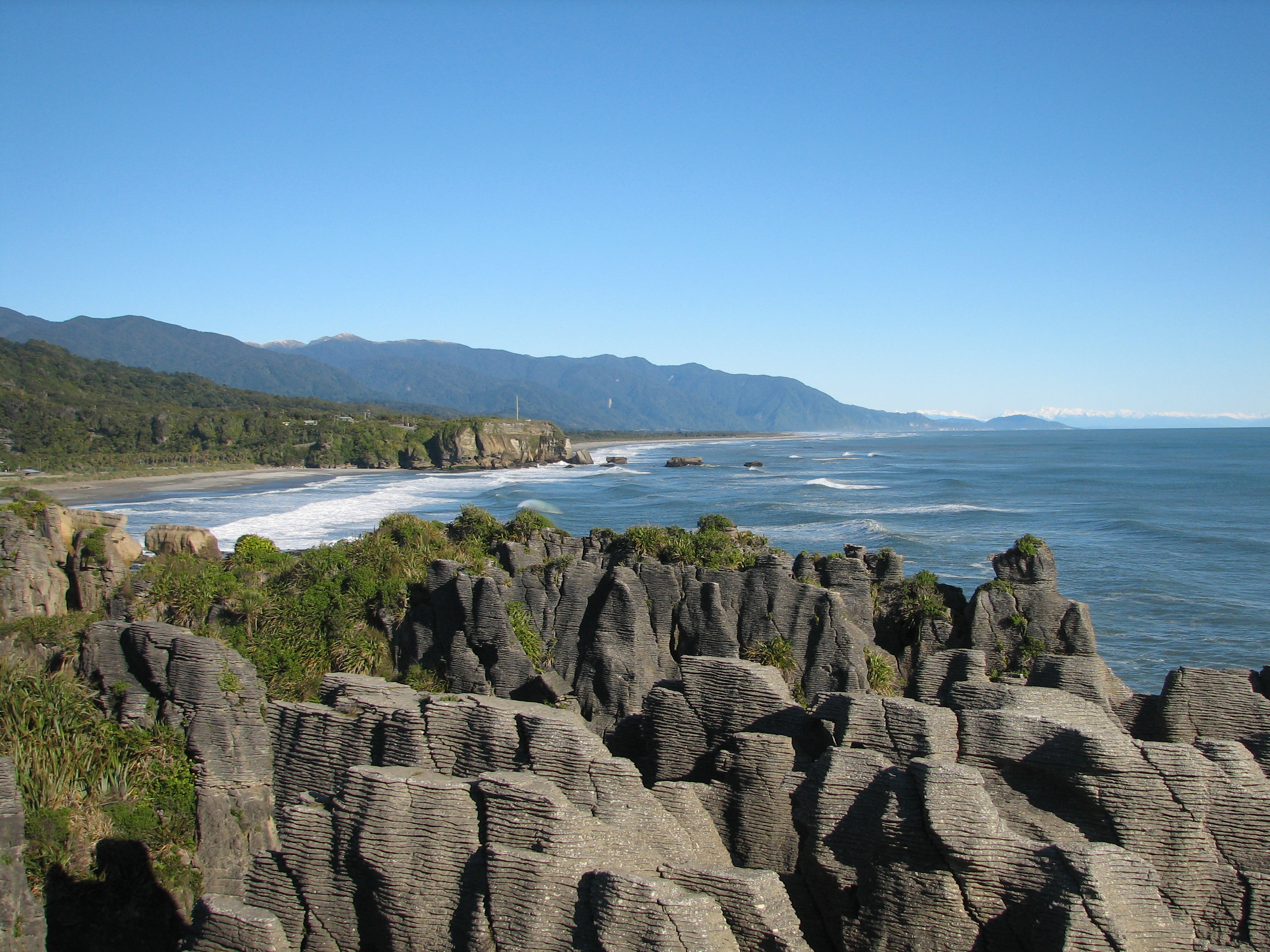
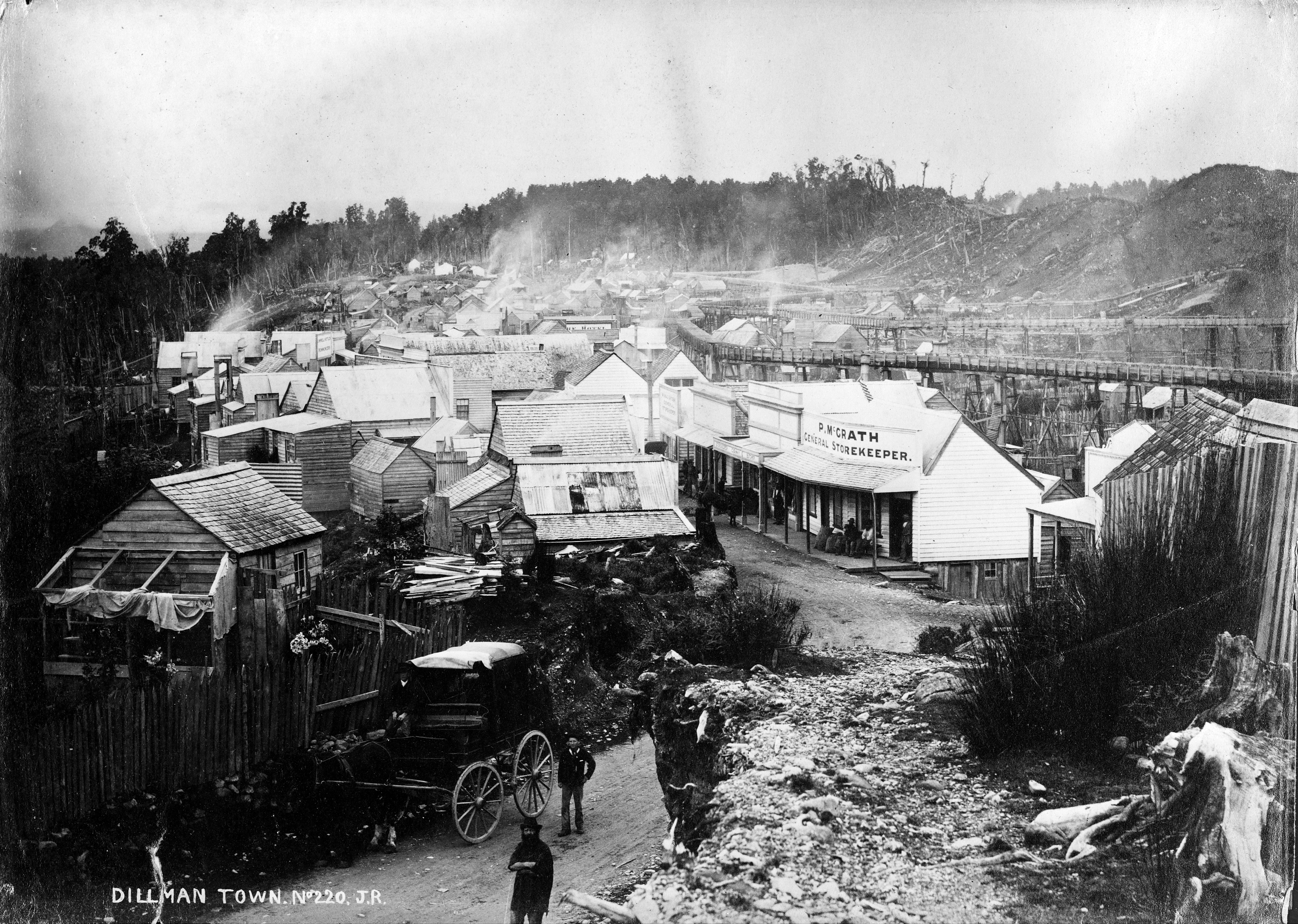
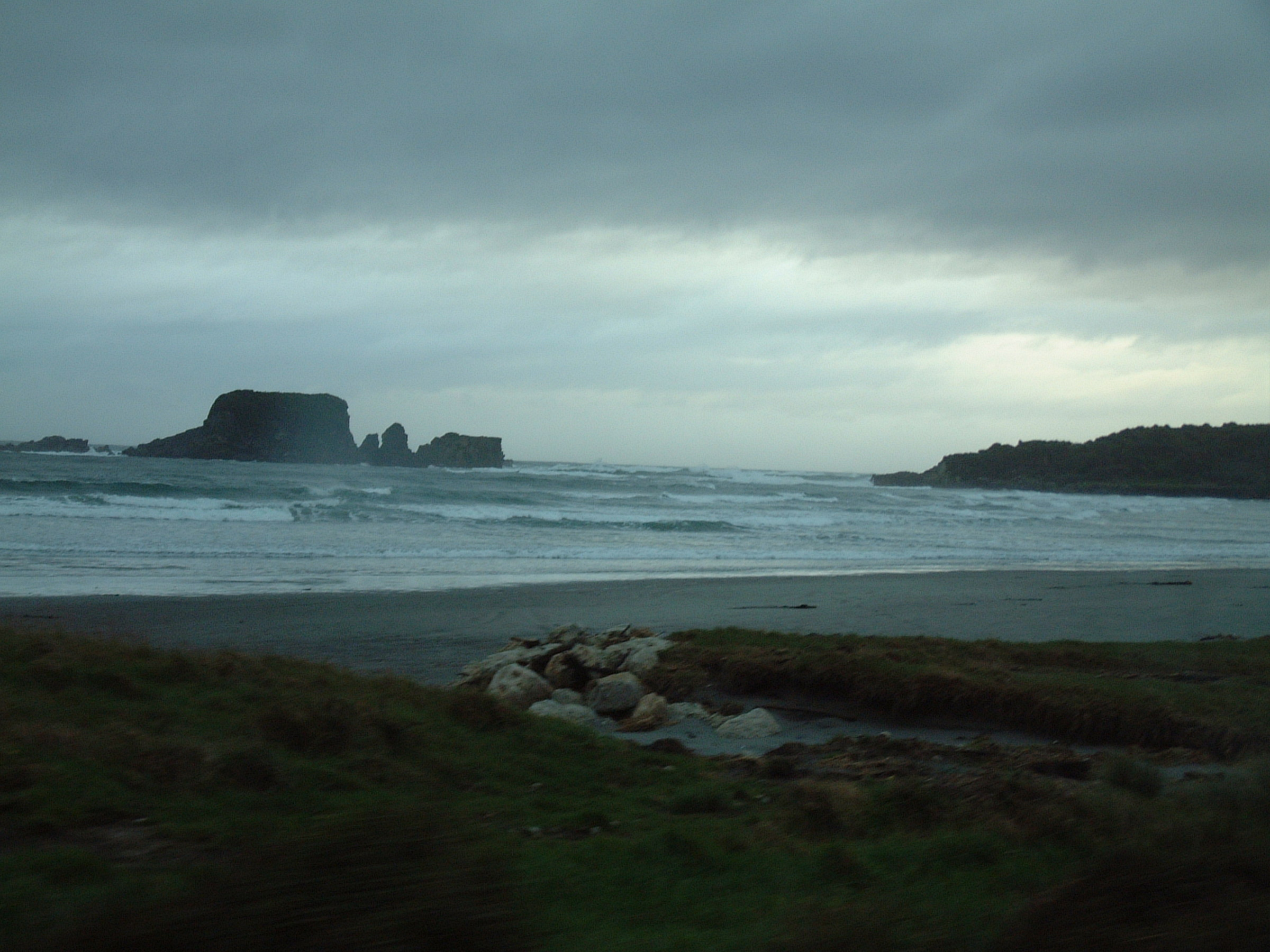
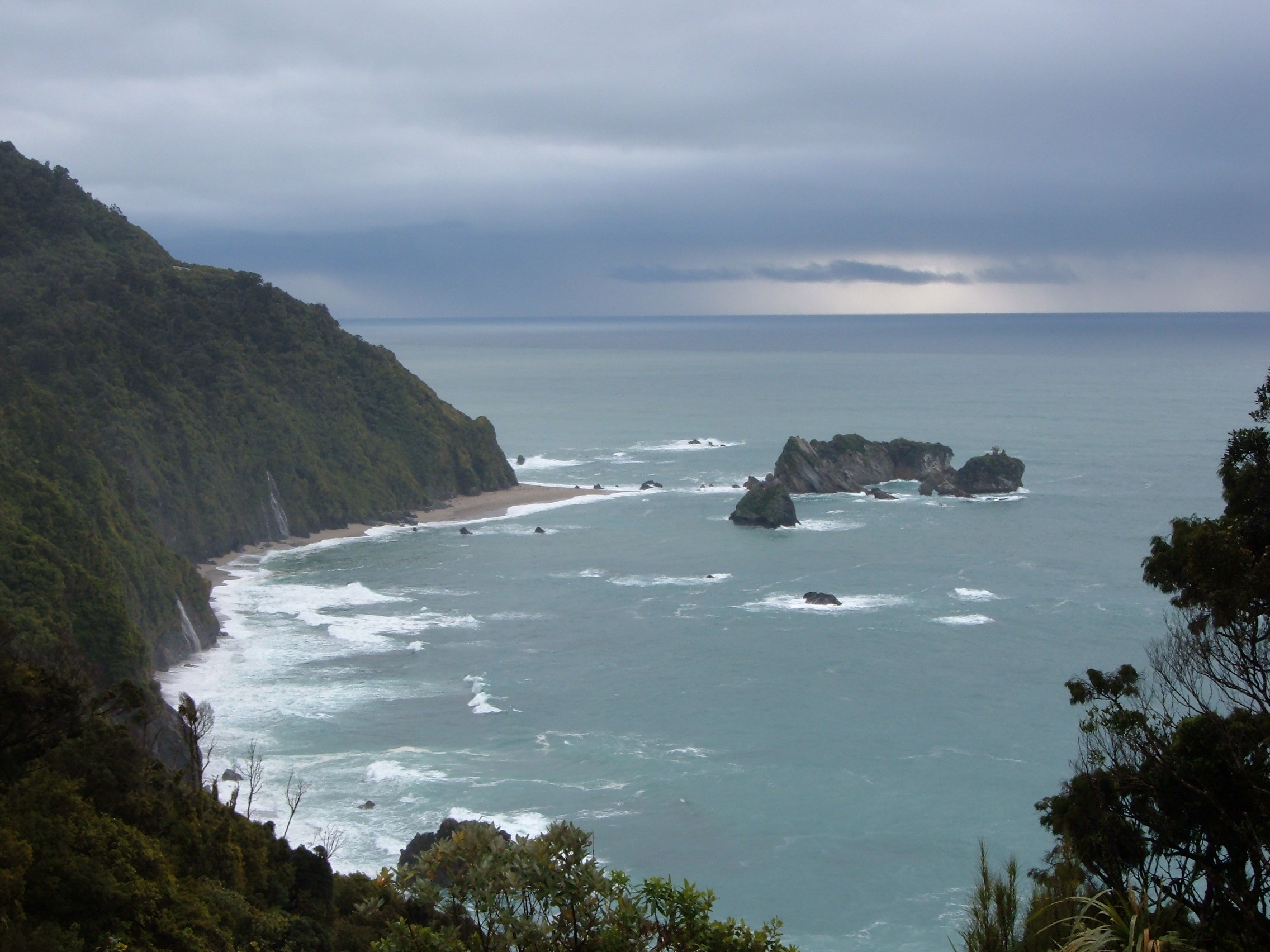
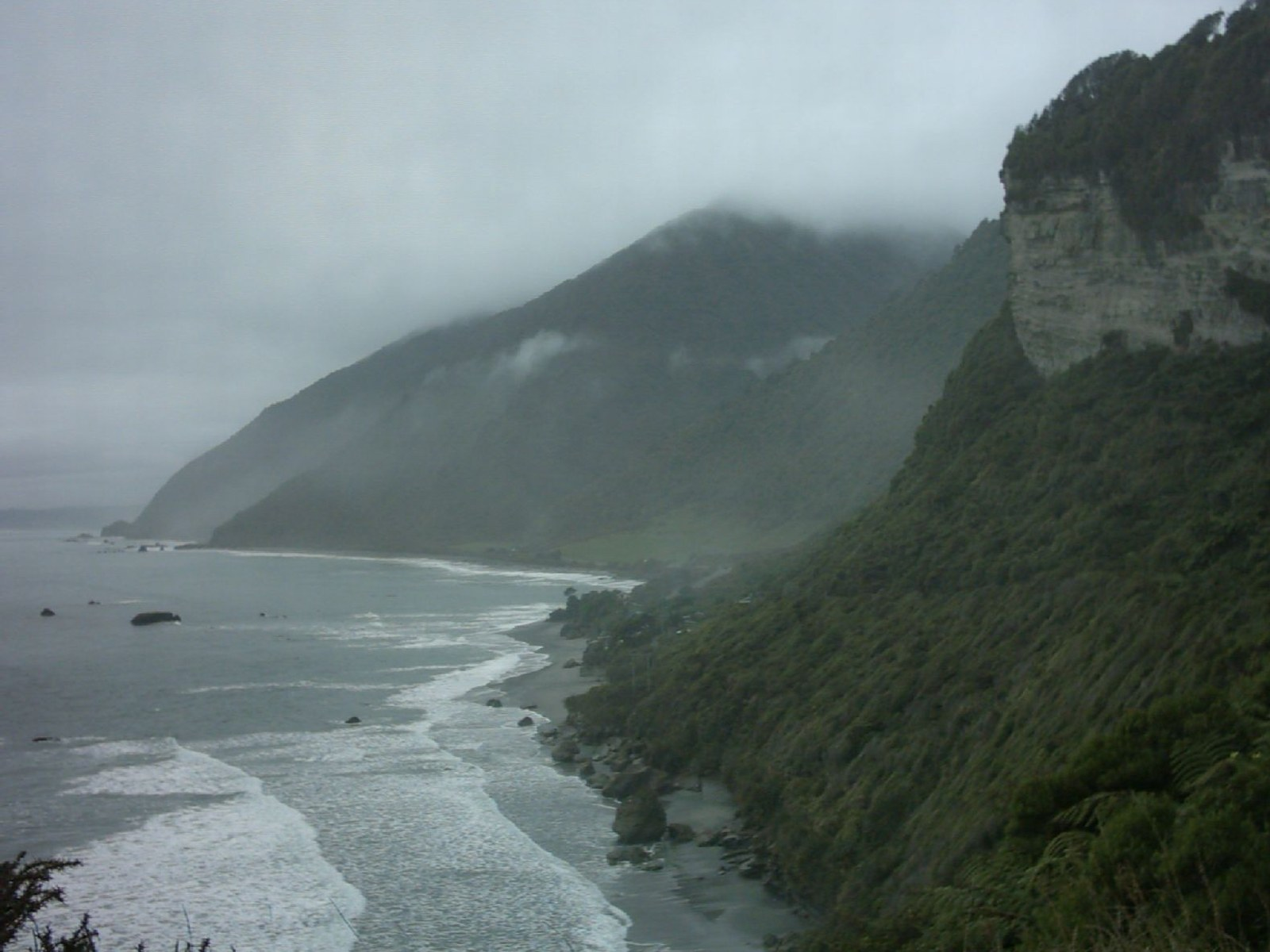